# Leonel Rodríguez
Diego Leonel Rodríguez Ramos (* 10. Oktober 1995) ist ein uruguayischer Radrennfahrer.

## Sportlicher Werdegang
Rodríguez machte sich ab 2018 durch zahlreiche Siege im uruguayischen Rennkalender einen Namen. Er fuhr im Laufe seiner bisherigen Karriere für verschiedene Clubs, war aber nie als Profi beschäftigt. 2022 war er als Dritter erstmals auf dem Podium der Landesmeisterschaften, 2023 und 2024 gewann er jeweils das Straßenrennen.
International vertrat er Uruguay bei den Südamerikaspielen 2022, den Panamerika-Meisterschaften im Straßenradsport 2023 und den Panamerikanischen Spielen 2023. Bislang fuhr er ausschließlich bei Rennen in Lateinamerika.

## Erfolge
2023
 Uruguayischer Meister – Straßenrennen
2024
 Uruguayischer Meister – Straßenrennen